# ロマン・ジュヌヴォワ
ロマン・ジュヌヴォワ（フランス語: Romain Genevois, 1987年10月28日 - ）は、ハイチ出身のサッカー選手。ポジションはディフェンダー。ハイチ代表。

## 幼年
ハイチのレステルに生まれた。3歳の時に養育困難の理由で生みの親の元を離れた。その後弟と共に、子のいなかったフランス人に引き取られ、1991年2月5日に渡仏、モンスニで育った。

## クラブ歴
FCグーニョンの下部組織で育ち、2006-07シーズンにトップチームデビュー。2009年にはリーグ・ドゥのトゥールFCに移籍。2012年にOGCニースに移籍、2015-16シーズンにはリーグ・アンで4位となり、UEFAヨーロッパリーグの出場権を獲得した。しかし彼はSMカーンに移籍し、ニースでヨーロッパリーグへの出場を果たす事はなかった。

## 代表歴
2008年2月のベネズエラ代表との親善試合でハイチ代表初出場を飾った。この試合は2010 FIFAワールドカップ・北中米カリブ海2次予選のオランダ領アンティル代表戦の前哨戦であった。
2013年、ニース＝マタン誌のインタビューに応じた彼は、自らをハイチ人ではない、完全にフランス人だと述べた。二重国籍を保持する書類に署名した事は一切なく、ハイチ国籍を有していないと論拠を示した。ベネズエラ代表との親善試合の招集には応じたが、「これは公式にハイチ代表としてカウントされるものではない」と述べた。ハイチ代表で過ごした1週間は良い思い出であったが、組織はこれを問題視した。フロリダの空港には朝到着し、夜になって合流した時には誰が代表監督なのかも知らなかったという。この悪い第一印象が彼をフランスでプロ生活の続行を模索させる切っ掛けとなったという。後に代表の人間からハイチ代表に再加入する打診を受けたが、コンディションの難しさを理由にハイチ行きを拒否した。
パトリス・ヌヴーが監督になった後の2016年に、彼はハイチ代表を受け入れた。これに際して彼の考えは昔と変わっており、「自分の生まれた国のためにプレーできるのは幸いな事だ」と述べた。また彼は、「とてもよい経験、とてもよい大会」と述べたコパ・アメリカにエントリーしたことで、「ハイチのサッカーも捨てたものではない」と述べた。コパ・アメリカ・センテナリオに臨む23人の1人に選抜された。

## 家族
既婚で息子と娘が1人ずついる。また彼と彼の親はハイチに寄付を行っている。